# سعیدالدین کازرونی
سعیدالدین بلیانی کازرونی بزرگترین سیره‌نویس پیامبر اسلام در کازرون متولد شد. اثر مشهور وی سیر کازرونی نام دارد.